# محمدعلی مقدم
محمدعلی مقدم دیپلمات و سناتور و استاندار گیلان در دوره پهلوی بود.
فرزند میرشکار زنجانی بود. در روسیه و فرانسه درس خواند و به استخدام وزارت امور خارجه درآمد. در سفارت‌خانه ایران در مسکو، دبیر و مستشار و در لندن هم مستشار بود. در زمان رضا شاه ریاست تشریفات دربار را به عهده داشت و وزیرمختار ایران در عربستان سعودی شد. بعداً به سفارت ایران در کشورهای بالکان، انگلستان، فرانسه و آلمان هم رسید.
مقدم در سال ۱۳۲۸ به نمایندگی زنجان و قزوین در مجلس سنا منصوب شد. در زمان نخست‌وزیری دکتر مصدق به استانداری گیلان هم رسید.